# 三好郁朗
三好 郁朗（みよし いくお、1939年（昭和14年）8月25日 - ）は、日本のフランス文学者、京都大学名誉教授。

## 経歴
朝鮮京城府生まれ。1962年京都大学文学部仏文科卒。1964年フランス政府給費留学生としてパリ大学に学ぶ。1967年京都産業大学講師。1970年大阪市立大学講師、のち助教授。1981年京都大学教養部助教授、のち教授。京都大学総合人間学部教授となり、1996年に学部長。1998年から1999年にかけて京都大学副学長を務め、2001年に定年退官、名誉教授。同年京都嵯峨芸術大学学長。2013年退任。フランス政府教育功労章受章。2015年秋、瑞宝中綬章受勲。

## 翻訳
- ジャン=ルイ・ベドゥアン『シュルレアリスムの20年: 1939-1959』法政大学出版局・りぶらりあ選書、1971
- グザヴィエル・ゴーチェ『シュルレアリスムと性』朝日出版社・朝日現代叢書、1974／平凡社ライブラリー、2005
- ロジェ・カイヨワ『幻想のさなかに 幻想絵画試論』法政大学出版局、1975
- ツヴェタン・トドロフ『幻想文学 構造と機能』渡辺明正共訳 朝日新聞社・朝日現代叢書、1975／『幻想文学論序説』創元ライブラリ、1999
- ブリュノ・デュ・ロゼル『モードの危機 若者たちの変革とモード』ビジネス・リサーチ、1975
- ロジェ・カイヨワ、G.E.フォン・グリューネバウム編『夢と人間社会』（上下）藤井康生、大東祥孝、川合清隆、山本邦彦共訳 法政大学出版局・叢書・ウニベルシタス、1978-1985
- ロジェ・カイヨワ『妖精物語からSFへ』サンリオSF文庫、1978
- 『構造・神話・労働 クロード・レヴィ=ストロース日本講演集』大橋保夫編 松本カヨ子、大橋寿美子共訳 みすず書房、1979
- ロラン・バルト『恋愛のディスクール・断章』みすず書房、1980
- 『ジャン・コクトー全集』第6・7・8巻（分担訳）東京創元社、1983-1987
- ルネ・クルヴェル『ぼくの肉体とぼく』雪華社、1985
- モーリス・ルブラン『綱渡りのドロテ』創元推理文庫、1986
- ピエール・シャールトン『フランス文学とスポーツ 1870-1970』法政大学出版局・りぶらりあ選書、1989
- ジャン・コクトー『ジャン・マレーへの手紙』東京創元社、1994
- フランソワーズ・ジルー、ベルナール＝アンリ・レヴィ『男と女・愛をめぐる十の対話』東京創元社、1995
- フランソワーズ・ジルー『わが愛しき人よ…』東京創元社、1995
- アンリ・ベアール、ミシェル・カラスー『シュルレアリスム証言集』濱田明、大平具彦共訳 思潮社、1997
- ジャン=ピエール・ノーグレット『ハイド氏の奇妙な犯罪』創元推理文庫、2003

## 参考
- 『恋愛のディスクール・断章』訳者紹介
- 連続公開講座 京の美意識 - 京都嵯峨芸術大学

## 論文
- 三好郁朗